# Nabrzeże przeładunkowe zboża we Wrocławiu
Nabrzeże przeładunkowe zboża – nabrzeże we Wrocławiu położone przy Kanale Miejskim, w rejonie ulicy Rychtalskiej. Nabrzeże zlokalizowane jest na około 550 metrze biegu Kanału Miejskiego, poniżej mostu kolejowego na linii kolejowej nr 143. Nabrzeże położone jest na lewym brzegu kanału, przy niewielkiej zatoczce. Konstrukcję nabrzeża stanowią ścianki Larsena, z oczepem i przyległym placem w postaci płyty betonowej. Przy nabrzeżu zlokalizowany jest spichlerz, a wcześniej także istniała tu niewielka stocznia. Do nabrzeża dochodziła także bocznica kolejowa. Prawy brzeg kanału stanowi grobla rozdzielająca Kanał Miejski od Starej Odry.
Przy nabrzeżu stoi budowla – spichlerz z około 1920. Obok znajduje się również zespół współczesnych silosów.